# Communauté de communes du Canton de Chalamont
Die Communauté de communes du Canton de Chalamont ist ein ehemaliger französischer Gemeindeverband mit Rechtsform einer Communauté de communes im Département Ain, dessen Verwaltungssitz sich in dem Ort Chalamont befand.
Der Gemeindeverband bestand aus acht Gemeinden und zählte 7.062 Einwohner (Stand 2013) auf einer Fläche von 158,1 km2. Zur Zeit seiner Gründung Ende 1994 entsprach sein Zuschnitt demjenigen des namensgebenden Kantons Chalamont, der jedoch 2015 aufgelöst wurde. Präsident des Gemeindeverbandes war zuletzt Jean-Pierre Humbert.

## Aufgaben
Zu den vorgeschriebenen Kompetenzen gehörten die Entwicklung und Förderung wirtschaftlicher Aktivitäten und des Tourismus. Der Verband betrieb die Straßenmeisterei und die Müllabfuhr. Er nahm die Verantwortung für die Hausmüllentsorgung wahr als Mitglied von Organom, einem übergeordneten, im Arrondissement Bourg-en-Bresse aktiven Zweckverband.
Zusätzlich baute und unterhielt der Verband Einrichtungen in den Bereichen Kultur und Sport.

## Historische Entwicklung
Mit Wirkung vom 1. Januar 2017 wurde der Gemeindeverband mit der Communauté de communes Chalaronne Centre und der Communauté de communes Centre Dombes zur Nachfolgeorganisation Communauté de communes de la Dombes fusioniert.

## Ehemalige Mitgliedsgemeinden
Folgende acht Gemeinden gehören der Communauté de communes du Canton de Chalamont an:
| Gemeinde               | Einwohner 1. Januar 2022 | Fläche km² | Dichte Einw./km² | Code INSEE | Postleitzahl |
| ---------------------- | ------------------------ | ---------- | ---------------- | ---------- | ------------ |
| Chalamont              | 2.544                    | 32,9       | 77               | 01074      | 01320        |
| Châtenay               | 358                      | 15,0       | 24               | 01090      | 01320        |
| Châtillon-la-Palud     | 1.675                    | 14,0       | 120              | 01092      | 01320        |
| Crans                  | 316                      | 13,2       | 24               | 01129      | 01320        |
| Le Plantay             | 569                      | 20,0       | 28               | 01299      | 01330        |
| Saint-Nizier-le-Désert | 922                      | 25,0       | 37               | 01381      | 01320        |
| Versailleux            | 500                      | 18,8       | 27               | 01434      | 01330        |
| Villette-sur-Ain       | 763                      | 19,4       | 39               | 01449      | 01320        |